# IPad Air 4 (iPad Air 2020)
iPad Air 4 (iPad Air 2020) — планшетний комп'ютер виробництва корпорації Apple Inc. Презентований 15 вересня 2020 року разом з Apple Watch Series 6, Apple Watch SE, iPad 8, а також Apple One (нова єдина підписка на сервіси Apple). Попередні замовлення почались 16 жовтня, але в продажі з'явився 23 жовтня 2020 року. Четверте покоління планшетів лінійки iPad Air вирізняється від попередників новим дизайном, схожим на iPad Pro 2020: зменшені рамки навколо дисплею, скруглені кути та гострі грані. Також новинка отримала процесор нового покоління Apple A14 Bionic, екран Liquid Retina 10,9 дюймів, основну камеру на 12 Мп, 4GB оперативної пам'яті та підтримку Apple pensil 2 і  Magic Keyboard. Планшет доступний в п'яти різних кольорах: Space Grey, Silver, Rose Gold, Green і Sky Blue. На старті продажів iPad Air 4, ціна за модель з  Wi-Fi конфігурацією становила $599 (USD) та $729 (USD) за модель з  Wi-Fi + Cellular конфігурацією. Пристрій позиціонується як планшет, що має більшість функцій iPad Pro 2020, але за доступнішою стартовою ціною - $599 замість $799. Загалом iPad Air 4 отримав позитивні відгуки від користувачів, кількість замовлень перевищила 45 млн, що є одним з найбільших показників серед планшетів Apple.

## Дизайн та ергономічність
iPad Air 4 отримав значно оновлений дизайн, схожий на iPad Pro 2020: скруглені кути та гострі грані, зменшені рамки навколо дисплею з постійною шириною. Площа та розмір дисплею значно збільшилися, порівняно з попередником iPad Air 3. Тепер дисплей займає 81,5% передньої частини планшета, а діагональ становить 10,9 дюймів. Корпус iPad Air 4 виконаний з цілісного шматка переробленого алюмінію, що є одним із способів компанії Apple дбати про навколишнє середовище. Кнопки Home під екраном більше немає, а сканер Touch ID тепер знаходиться у клавіші включення на верхній грані корпусу. Розміри планшета змінилися – він став трохи ширшим – 178,5 мм, але водночас і трохи нижчим – 247,6 мм. А ось товщина пристрою залишилася незмінною – 6,1 мм, при цьому камера виступає з корпусу на 2,1 мм, але чохол повністю виправляє цю проблему, приховуючи виступ. Практично не змінилася і вага пристрою - 460 г у варіанті з Wi‑Fi + Cellular і 458 г у моделі з Wi-Fi. Важливою зміною стала відмова від 3,5 мм роз'єму. Звичний порт Lightning теж зник, замість нього тепер використовується USB Type-C з можливістю швидкої зарядки. Планшет випускається в 5 варіантах кольору корпусу: Space Grey, Silver, Rose Gold, Green і Sky Blue.

## Технічні характеристики

### Апаратне забезпечення
Apple iPad Air (2020) отримав сучасний 6-ядерний процесор Apple A14 із 64‑бітною архітектурою, який також використовується в лінійці iPhone 12. Цей процесор містить 11,9 мільярдів транзисторів. виробляється по 5-нм технологічному процесу і має високу енергоефективність. Apple A14 поділяється на два кластери: продуктивний із двома потужними ядрами Firestorm та економічний із чотирма енергоефективними ядрами Icestorm. Чип також має 4-ядерний графічний процесор, який на 30 відсотків швидший, і 16-ядерну систему Neural Engine від Apple, яка працює вдвічі швидше і має покращене машинне навчання. Neural Engine може обробляти понад 11 трильйонів операцій в секунду.
Оновлення торкнулися й камери планшета. Тепер це ширококутна камера роздільною здатністю 12 Мп та діафрагмою f/1.8. Також камера має функції Smart HDR та підтримку Live Photos зі стабілізацією. Є розширений діапазон кольорів для фотографій і Live Photos, автоматичне шумопоглинання та можливість панорамної зйомки. Зйомка відео роздільною здатністю до 4К з частотою 24, 30 або 60 кадрів за секунду. Також є можливість зйомки уповільненого відео з роздільною здатністю 1080p і частотою 120 або 240 кадрів за секунду. Фронтальна камера має роздільну здатність 7 Мп з діафрагмою f/2.0. Зйомка HD‑відео 1080p із частотою 60 кадрів/с. Також модуль отримав спалах Retina Flash, розширений діапазон кольорів для фотографій, функції Live Photos та Smart HDR, автоматичну стабілізацію зображення та серійну зйомку. Проте в iPad Air 4 немає функції Face ID, на відміну від iPad Pro 2020
Кнопку «Додому» прибрано; датчик Touch ID переміщено на кнопку «Режим сну/Пробудження», розташованої у верхньому правому куті пристрою..
В Apple iPad Air 4 встановлено 2 динаміки, які розміщені у верхній та нижній частині планшета, тому стереозвук доступний тільки у горизонтальній (ландшафній) орієнтації.
З випуском iPad Air четвертого покоління Apple відмовилася від власного порту Lightning на користь універсального порту USB-C, який використовується для зарядки, а також для підключення зовнішніх пристроїв та аксесуарів. Порт здатний передавати дані зі швидкістю до 5 Гбіт/с (625 МБ/с), що дозволяє швидко підключатися до камер і зовнішнього сховища, а також підтримує монітори з роздільною здатністю до 4K. Для бездротового підключення пристрій оснащено Bluetooth 5.0 і WiFi 6 (802.11ax).
Планшет отримав збільшений на 0,4 дюйма порівняно з попередником 10,9 дюймовий Liquid Retina Multi-Touch дисплей з LED підсвіткою і технологією IPS. Роздільна здатність дисплею 2360×1640 пікселів, щільність 264 пікселів на дюйм, а частота оновлень 60 Гц. Яскравість залишилася на колишньому рівні і становить 500 кд/м². Також підтримується технологія адаптації колірної температури True Tone і розширена колірна гама (P3).
Ємність акумулятора практично ідентична з iPad Pro 2020, і становить 28,6 Вт/год (9720 мА/год).
У iPad Air 4-го покоління встановлено 4 Гб оперативної пам'яті, а постійна пам'ять є у 2 варіантах: 64 ГБ або 256 ГБ.

### Програмне забезпечення
Планшет iPad Air 4 початково працює на операційній системі iPadOS 14, з можливим оновленням до iPadOS 15. Найновішою  версією iPadOS 15 доступною зараз для iPad Air 4 є iPadOS 15.2.

## Комплектація та аксесуари
Планшет iPad Air 4  сумісний з другим поколінням Apple Pencil, Magic Keyboard for iPad і Smart Keyboard Folio.
Комплект Apple iPad Air 4 окрім самого планшета також включає адаптер живлення USB-C потужністю 20 Вт, кабель USB Type-C 
(1 м), дві наклейки з логотипом Apple і документацію. Перехідник для навушників доведеться купувати окремо, тому що в комплекті його немає. 

На сьогоднішній день для iPad Air 4 є багато різних аксесуарів, виробництва як самої Apple, так і сторонніх виробників. Окрім звичайних обкладинок та чохлів, для планшета випускається дві фірмові клавіатури-обкладинки. Дешевша Smart Keyboard Folio без тачпада, коштує $179. Magic Keyboard - з особливим механізмом кріплення та тачпадом, що перетворює iPad на ноутбук - коштуватиме $299. Smart Connector перемістився на задню панель планшета і тепер використовується для стикування з клавіатурами-обкладинками. Smart Keyboard Folio та Magic Keyboard сумісні ще з iPad Pro 2020. Також iPad Air 4 підтримує Apple Pencil 2-го покоління, для якого передбачене магнітне кріплення на боковій грані планшета з безпровідною зарядкою. Ціна Apple Pencil 2 - $129. Термін гарантії iPad Air 4 складає лише 12 місяців. Проте покупці можуть придбати додаткову послугу Apple Care+ за $49, що надає страховку від випадкових пошкоджень.
Завдяки наявності порта USB-C до планшета можна підключити нові додаткові пристрої та аксесуари: камери, монітори та інше.

## Оцінки
Із початковою ціною в 599 доларів США за модель із Wi-Fi і 729 доларів за конфігурацію Wi-Fi + Cellular, iPad Air четвертого покоління від Apple викликав критику за те, що він дорожчий, ніж його попередник. Загалом, iPad Air 4 отримав широку оцінку як споживачів, так і технічних рецензентів, а Генрі Т. Кейсі з Tom's Guide сказав, що це «найкращий планшет для більшості людей» і «один із найкращих iPad в історії», а Джеймс Пекхем із TechRadar назвав його «феноменально добре виготовленим планшетом». PCMag.com включив iPad Air (4-го покоління) до списку найкращих технологічних продуктів року у 2020 році та відзначив його званням «Вибір редакції» серед високоякісних планшетів.
Під час пандемії COVID-19 Apple похвалили за те, що Touch ID інтегровано в кнопку живлення замість Face ID, оскільки Face ID не може працювати, коли користувач носить маску, яка закриває половину обличчя.

## Хронологія моделей iPad
| Хронологія моделей iPad                     |
| ------------------------------------------- |
| Див. також: Хронологія продуктів Apple Inc. |

Джерело: Apple Newsroom Archive.